# Gunungbatu (Bogor Barat)
Gunungbatu is een bestuurslaag in het regentschap Kota Bogor van de provincie West-Java, Indonesië. Gunungbatu telt 18.631 inwoners (volkstelling 2010).